# Deutsches Kinderhilfswerk
Das Deutsche Kinderhilfswerk e. V. (DKHW) ist eine 1972 gegründete gemeinnützige, spendenfinanzierte Organisation, die sich für die Verbreitung und Durchsetzung der Rechte von Kindern in Deutschland einsetzt. Seine Schwerpunkte liegen in der Einflussnahme auf das öffentliche Verständnis und politische Beachtung der Thematik, der Beteiligung von Kindern und Jugendlichen sowie der Bekämpfung von Kinderarmut. Dies geschieht durch Fördertätigkeiten, Kooperationen mit staatlichen Stellen und anderen Akteuren, besonderen Aktionen und Veröffentlichungen. Sein Kinderreport Deutschland erscheint jährlich. Weitere Tätigkeitsfelder sind Spiel und Bewegung für Kinder und Jugendliche sowie deren Medienkompetenz und Demokratiebildung.

## Organisation
Die Vereinsarbeit wird von rund 50 hauptamtlichen Mitarbeitern und rund 100 Vereinsmitgliedern getragen und darüber hinaus von mehr als 7000 Fördermitgliedern unterstützt. Der Vereinssitz ist in Berlin. Der Vorstand besteht (Stand 8/2024) aus Thomas Krüger (Präsident), den Vizepräsidentinnen Anne Lütkes und Nathalie Schulze-Oben sowie neun weiteren Personen, darunter Mitglieder von fünf der sechs Bundestagsfraktionen.
Ein weiteres Gremium innerhalb des Vereins ist der Kinder- und Jugendbeirat. In diesem engagieren sich zwischen 10 und 15 Kinder und Jugendliche aus ganz Deutschland.
Das Deutsche Kinderhilfswerk finanziert sich vorwiegend aus privaten Mitteln und Spenden. Eine maßgebliche Einnahmequelle sind Spendendosen, welche bundesweit an rund 40.000 verschiedenen Standorten bereitstehen.

## Geschichte
Der Verein wurde am 17. Februar 1972 von Unternehmern und Kaufleuten in München gegründet. Ziel war die Verbesserung der Spielplatzsituation in Deutschland. Die „heilige Dreifaltigkeit“ – Rutsche, Klettergerüst und Sandkasten – sollte phantasievollen und kindgerechten Spielplätzen weichen. In den 1980er-Jahren bekam der Begriff des Spielraums für Kinder zunehmend Gewicht. Es sollte darum gehen, Kindern nicht nur einen abgeschlossenen Spielplatz zu geben, sondern das Lebensumfeld kindgerecht zu gestalten.
In der Wendezeit vereinigte sich das Deutsche Kinderhilfswerk mit dem Kinderhilfswerk der DDR und eröffnete 1991 im damaligen Bezirk Hohenschönhausen ein Berliner Büro. 1993 zog die Bundesgeschäftsstelle nach Berlin, um in der Hauptstadt nahe am politischen Geschehen zu sein.
Ab 1997 erhielt der Verein jährlich das DZI-Spendensiegel. Nach eigenen Angaben unter anderem aufgrund des Aufwands und der hohen Kosten, die mit dem Erhalt des Siegels verbunden sind, wurde 2011 beschlossen, dieses nicht mehr zu beantragen. Stattdessen trat der Verein am 22. Juni 2011 dem Deutschen Spendenrat bei. Seit dem 1. Dezember 2020 ist er wieder Träger des DZI-Spendensiegels.
2012 gründete das Deutsche Kinderhilfswerk gemeinsam mit UNICEF Deutschland den Verein „Kinderfreundliche Kommunen“, mit dem Ziel, Kommunen bundesweit zu unterstützen, ihre Angebote, Planungen und Strukturen im Sinne der Kinderrechte zu verbessern und die UN-Kinderrechtskonvention bekannter zu machen.
2017 beauftragte das Bundesministerium für Familie, Senioren, Frauen und Jugend das Deutsche Kinderhilfswerk mit der Umsetzung der „Strategie des Europarates für die Rechte des Kindes“ in Deutschland. Dazu richtete die Organisation die Koordinierungsstelle Kinderrechte ein, um deutschlandweit die Themen Kinder- und Jugendbeteiligung, kindgerechte Justiz und Kinderrechte in der digitalen Welt zu bearbeiten.

## Tätigkeitsfelder
Die Tätigkeit konzentriert sich auf die Verbesserung der Lebensbedingungen insbesondere von benachteiligen Kindern und die Bekanntmachung der UN-Kinderrechtskonvention in Deutschland. Inhaltliche Schwerpunkte sind Kinderrechte, Kinderarmut, Kinderkultur sowie Beteiligung, Medienkompetenz, Demokratiebildung sowie Spiel und Bewegung von Kindern und Jugendlichen. Das Deutsche Kinderhilfswerk macht regelmäßig auf die Lage der Kinderrechte in Deutschland aufmerksam. Beachtung erhielt 2019 die Kampagne „Denken, Fragen, Posten!“, die sich mit der Veröffentlichung von Kinderfotos im Internet beschäftigte.
Um Kinder dabei zu fördern, ihre Rechte früh kennenzulernen, arbeitet der Verein mit Kitas und Schulen zusammen. So gibt es beispielsweise verschiedene Projekte im Bereich „Demokratiebildung im Kindesalter“ oder das Programm „Kinderrechteschulen“, bei dem Schulen die Kinderrechte im Unterricht vermitteln und diese auch im Schulalltag leben, indem sie zum Beispiel Kinder an schulinternen Entscheidungen beteiligen.
Mit der Servicestelle für Starke Kinder- und Jugendparlamente berät das Deutsche Kinderhilfswerk Kinder und Jugendliche, die sich in Kinder- und Jugendparlamenten engagieren. Die Initiative ist Teil der Jugendstrategie der Bundesregierung.

### Förderung
Über die Förderfonds des Vereins werden bundesweit jährlich Projekte und Familien in Not unterstützt. Die finanzielle Förderung erfolgt durch unbürokratische Hilfe für Familien, Projektfinanzierung und Preise. Seit 1993 gibt es den Kindernothilfefonds, mit dem Kindern und ihren Familien in Not geholfen wird. Sein Ziel ist es, bedürftigen Kindern beispielsweise eine gesunde Ernährung oder die Teilnahme an außerschulischen Aktivitäten zu ermöglichen. Zudem fördert der Verein zu den Themen Kinderpolitik, Kinderkultur, Spielraum und Medienkompetenz Projekte in ganz Deutschland. Für sogenannte Kooperationsprojekte ist eine mehrjährige Förderung möglich. Die Antragstellung ist auch für Initiativen und Einzelpersonen, insbesondere Jugendliche selbst, möglich. Um bei seinen Förderungen ungebunden und vielfältig zu bleiben, werden keine eigenen Einrichtungen betrieben. Vielmehr steht die Zusammenarbeit mit zahlreichen Partnern in ganz Deutschland im Vordergrund, darunter sogenannte Kontaktstellen, die vor Ort mit den Kindern und Jugendlichen arbeiten.
Zudem betreibt das Deutsche Kinderhilfswerk ein Partnerschaftsprogramm für 13 Kinderhäuser deutschlandweit. In den Einrichtungen erhalten Kinder zum Beispiel regelmäßig eine warme Mahlzeit oder Hilfe bei den Hausaufgaben.

### Aktionen
Daneben führt das Deutsche Kinderhilfswerk eigene Projekte und Veranstaltungen durch. 2008 initiierte der Verein zum ersten Mal den Weltspieltag mit bundesweiten Aktionen rund um das Thema Spielraum für Kinder. Seit 2025 findet dieser jährlich am 11. Juni, dem International Day of Play der Vereinten Nationen, statt.
Einmal im Jahr, immer im September, organisiert das Deutsche Kinderhilfswerk gemeinsam mit dem Verkehrsclub Deutschland und dem Verband Bildung und Erziehung die Aktionstage „Zu Fuß zur Schule und zum Kindergarten“. In dieser Woche werden Kindergarten- und Schulkinder dazu aufgerufen, zur Schule oder zum Kindergarten zu laufen, zu radeln oder zu rollern.
Im Rahmen seiner Aktionen wird der Verein von prominenten Helfern unterstützt, die sich als Botschafter des DKHW engagieren, u. a. Enie van de Meiklokjes, Regina Halmich und Sebastian Krumbiegel.
Seit den 1990er-Jahren veranstaltete das Deutsche Kinderhilfswerk am Weltkindertag jährlich ein großes Fest für Kinder auf dem Potsdamer Platz. Das Fest wurde von rund 100.000 Kindern und Erwachsenen besucht. Wegen der Corona-Pandemie und den damit verbundenen Einschränkungen konnte die Veranstaltung ab 2020 nicht mehr fortgeführt werden.
Zudem betreibt der Verein die Webseite Kindersache.de, die mit dem Seitenstark-Gütesiegel für digitale Kindermedien ausgezeichnet wurde. Kindersache.de ist nach eigenen Angaben „eine Mitmach-Seite für Kinder zwischen 8 und 13 Jahren.“ Im Mittelpunkt stehen Informationen über die Kinderrechte und Möglichkeiten, selbst auf der Webseite aktiv zu werden und Inhalte zu veröffentlichen. Jeder Artikel, jedes Video und jeder Trickfilm von Kindern wird von der Redaktion gesichtet, bevor er freigeschaltet wird. Das gilt auch für die Kommentarfunktionen. Kindern soll auf diese Weise ein geschützter Raum zur Verfügung gestellt werden, sich im Internet auszuprobieren. Eine weitere Webseite Schulsache.de greift diese Themen in Materialien für Lehrkräfte und pädagogisches Fachpersonal auf.
Seit 2003 verleiht der Verein den Deutschen Kinder- und Jugendpreis (vormals „Goldene Göre“). Hierbei handelt es sich laut eigenen Angaben um den höchstdotierten Preis für Beteiligung von Kindern und Jugendlichen in Deutschland. Neben finanzieller Unterstützung erhalten die Preisträger eine Preisfigur mit gleichem Namen.

### Veröffentlichungen

#### Kinderreport Deutschland
Der Verein gibt den Kinderreport Deutschland heraus. Der jährlich erscheinende Report berichtet über den aktuellen Zustand der Umsetzung von Kinderrechten aus Sicht von Kindern und Erwachsenen. In den vergangenen Jahren beschäftigte sich der Kinderreport unter anderem mit den Themen Kinderarmut (2023), Politik für und mit Kindern (2022) sowie Mediensucht und exzessive Mediennutzung (2021).
Der Kinderreport 2007 sorgte mit seiner Feststellung, dass sich die Anzahl von Kindern in Armut in Deutschland alle zehn Jahre verdoppele, für Aufsehen. Inzwischen hat sich die Kinderarmut in Deutschland nach Berechnungen des Vereins bei ca. 2,8 Millionen Kinder eingepegelt, das ist in etwa jedes fünfte Kind unter 18 Jahren. Der Kinderreport 2012 hat herausgestellt, dass frühe Beteiligung von Kindern den Kreislauf der Vererbung von Armut durchbricht.

#### Kinderrechte-Index
2019 stellte das Deutsche Kinderhilfswerk den ersten Kinderrechte-Index für die Bundesrepublik Deutschland vor. Die Studie stellte fest, dass die Umsetzung der UN-Kinderrechtskonvention in Deutschland einem "föderalen Flickenteppich" gleicht. Zurückgeführt wurde das auf Unterschiede zwischen den Bundesländern bei der Umsetzung von Kinderrechten, etwa beim Recht auf Bildung. So gäben die Bundesländer Bremen und Hamburg gemessen an ihrer Wirtschaftsleistung beispielsweise am wenigsten Geld für Schulen und Kindertageseinrichtungen aus. In Brandenburg, Niedersachsen, Rheinland-Pfalz, Sachsen und Schleswig-Holstein würden die Kinderrechte dagegen überdurchschnittlich gut umgesetzt.

## Sonderbriefmarke und -münze
Anlässlich des 50-jährigen Bestehens des Deutschen Kinderhilfswerkes im Jahr 2022 gab die Deutsche Post AG ein Sonderpostwertzeichen im Nennwert von 85 Cent heraus (Erstausgabetag 1. März 2022). Der Entwurf stammt von der Grafikerin Julia Warbanow aus Berlin.
Im selben Jahr ließ die Bundesregierung eine Sammlermünze im Wert von 20 Euro prägen. Die Bildseite zeigt die beiden Logofiguren des Deutschen Kinderhilfswerkes sowie verschieden große farbige Sechsecke, die die Spendendose der Organisation symbolisieren. Der Entwurf stammt von der Künstlerin Susanne Jünger aus Berlin.